# Planetsystemer
Exoplanetsystemer er planetsystemer om andre stjerner end vores egen sol. Sådanne planetsystemer var ukendte frem til 1989. Siden er et stort antal planetsystemer i andre solsystemer blevet opdaget ved hjælp af Hubble-teleskopet og Kepler-rumteleskopet og senere rumobservatorier og jordbaserede observatorier. 
Her er en liste på de første kendte planetsystemer, dvs stjerner med mere en en planet (vores egen sol medregnet):
Forkortelser for kilderne: EPE = „The Extrasolar Planets Encyclopaedia“, CNE = „Catalog of Nearby Exoplanets“